# Sismo do Chile de 1835

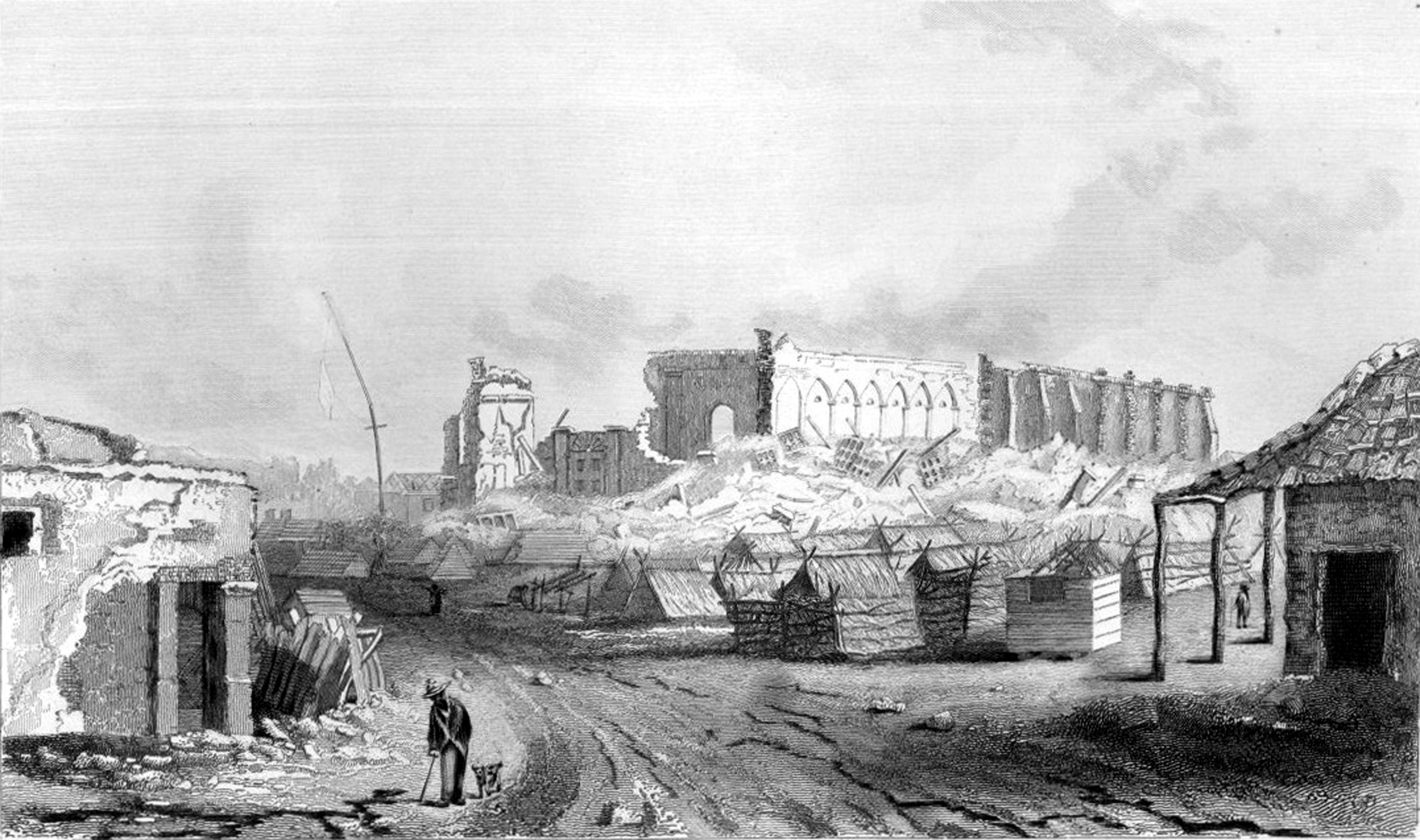
Desenho das ruínas da Catedral de Concepción

O sismo do Chile de 1835 foi um abalo sísmico que ocorreu perto das cidades de Concepción e Talcahuano no Chile a 20 de Fevereiro às 11h30 (hora local), contando com uma magnitude de 8,2 graus e que foi presenciado por Charles Darwin.
O terremoto desencadeou um tsunami que causou a destruição de Talcahuano. Um total de pelo menos 50 pessoas morreram em consequência do terremoto e do tsunami. O terremoto causou danos de San Fernando, no norte, a Osorno, no sul. Foi sentido em uma área ainda mais ampla de Copiapóno norte, até a ilha de Chiloé, no sul e no extremo oeste, até as ilhas Juan Fernández.